# Wirkmaschine

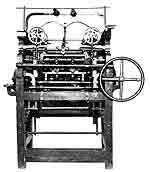
Mechanische Wirkmaschine Baujahr 1856

Eine Wirkmaschine stellt Maschenware mit Hilfe eines Systems von Nadeln sowie einiger Hilfselemente her, indem sich alle Nadeln gemeinsam bewegen und aus einem oder mehreren Fäden eine Reihe Maschen gleichzeitig bilden.
Maschenware aus einem Faden wird auf Kulierwirkmaschinen (auch Cottonmaschinen genannt) hergestellt, wobei zwischen Flachkulierwirkmaschinen und Rundkulierwirkmaschinen unterschieden wird.
Ketten aus mehreren (bis mehr als 10.000) Fäden verarbeitet man auf Kettenwirkmaschinen. Diese werden in drei unterschiedlichen Konstruktionsarten hergestellt:
- Kettenwirkautomaten: Hochleistungsmaschinen mit begrenzten Musterungsmöglichkeiten
- Raschelmaschinen: Riesige Musterungsmöglichkeiten, breite Produktpalette
- Häkelgalonmaschinen: Gewirke mit einem durchgezogenen Schussfaden, geeignet für schmale Textilien.[2]

Ein früher Einsatz von Wirkmaschinen ist im Königreich Sachsen, beispielsweise 1851 bei G. Hilscher in Chemnitz belegt.